# Grand Prix de Wallonie 2024
Il Grand Prix de Wallonie 2024, sessantaquattresima edizione della corsa e valevole come quarantunesima prova dell'UCI ProSeries 2024 categoria 1.Pro, si svolse il 18 settembre 2024 su un percorso di 202,4 km, con partenza da Blegny e arrivo a Namur, in Belgio. La vittoria fu appannaggio dello spagnolo Roger Adrià, il quale completò il percorso in 4h41'16", alla media di 43,174 km/h, precedendo il connazionale Alex Aranburu e il francese Clément Champoussin.
Sul traguardo di Namur 135 ciclisti, dei 142 partiti da Blegny, portarono a termine la manifestazione.

## Squadre e corridori partecipanti
| N.      | Cod. | Squadra                         |
| ------- | ---- | ------------------------------- |
| 1-7     | MOV  | Movistar Team                   |
| 11-17   | ADC  | Alpecin-Deceuninck              |
| 21-27   | ARK  | Arkéa-B&B Hotels                |
| 31-37   | AST  | Astana Qazaqstan Team           |
| 41-47   | COF  | Cofidis                         |
| 51-57   | DAT  | Decathlon AG2R La Mondiale Team |
| 61-67   | IWA  | Intermarché-Wanty               |
| 71-77   | RBH  | Red Bull-Bora-Hansgrohe         |
| 81-87   | UAD  | UAE Team Emirates               |
| 91-97   | BWB  | Bingoal WB                      |
| 101-107 | CJR  | Caja Rural-Seguros RGA          |

| N.      | Cod. | Squadra                |
| ------- | ---- | ---------------------- |
| 111-117 | EUS  | Euskaltel-Euskadi      |
| 121-127 | IPT  | Israel-Premier Tech    |
| 131-137 | LTD  | Lotto Dstny            |
| 141-147 | Q36  | Q36.5 Pro Cycling Team |
| 151-157 | TFB  | Team Flanders-Baloise  |
| 161-167 | TEN  | TotalEnergies          |
| 171-177 | TUD  | Tudor Pro Cycling Team |
| 181-187 | UXM  | Uno-X Mobility         |
| 191-196 | PWB  | Philippe Wagner-Bazin  |
| 201-206 | VRR  | Van Rysel-Roubaix      |

## Ordine d'arrivo (Top 10)
| Pos. | Corridore        | Squadra     | Tempo    |
| ---- | ---------------- | ----------- | -------- |
| 1    | Roger Adrià      | Red Bull    | 4h41'16" |
| 2    | Alex Aranburu    | Movistar    | s.t.     |
| 3    | C. Champoussin   | Arkéa       | s.t.     |
| 4    | Biniam Girmay    | Intermarché | s.t.     |
| 5    | Rick Pluimers    | Tudor       | s.t.     |
| 6    | Tim Wellens      | UAE         | s.t.     |
| 7    | Quinten Hermans  | Alpecin     | s.t.     |
| 8    | Joseph Blackmore | Israel      | s.t.     |
| 9    | Axel Zingle      | Cofidis     | s.t.     |
| 10   | Rui Oliveira     | UAE         | s.t.     |